# Mistrzostwa Świata Wojskowych w Zapasach 2000
XIX Mistrzostwa Świata Wojskowych w zapasach w 2000 rozgrywane były w dniach 28–29 października na terenie bazy US Marines "Marine Corps Base Camp Lejeune" w Jacksonville w stanie Karolina Północna.

## Tabela medalowa
Gospodarz zawodów został zaznaczony kolorem.
| Poz. | Państwo           |    |    |    | Łącznie |
| ---- | ----------------- | -- | -- | -- | ------- |
| 1    | Turcja            | 8  | 3  | 2  | 13      |
| 2    | Stany Zjednoczone | 3  | 4  | 5  | 12      |
| 3    | Niemcy            | 3  | 1  | 1  | 5       |
| 4    | Chiny             | 2  | 2  | 4  | 8       |
| 5    | Grecja            | 0  | 3  | 4  | 7       |
| 6    | Słowacja          | 0  | 3  | 0  | 3       |
|      | Łącznie           | 16 | 16 | 16 | 48      |

## Rezultaty

### Mężczyźni

#### Styl klasyczny
| Konkurencja         | Złoto           | Srebro          | Brąz                    |
| Kategoria do 54 kg  | Oleg Kuczerenko | Mücahit Vardal  | Jeff Cervone            |
| Kategoria do 58 kg  | Duane Martine   | Cengiz Papagan  | Efstathios Theodosiadis |
| Kategoria do 63 kg  | Şeref Eroğlu    | Sarkis Elngian  | Gleen Nieradka          |
| Kategoria do 69 kg  | Saiyinjiya      | Kostas Arkudeas | Marcel Cooper           |
| Kategoria do 76 kg  | Taner Akbulut   | Wu Liji         | Jake Clarke             |
| Kategoria do 85 kg  | Serkan Özden    | Attila Bátky    | Christos Katsaros       |
| Kategoria do 97 kg  | Mehmet Özal     | Roman Meduna    | Daniel Hicks            |
| Kategoria do 130 kg | Aydın Polatçı   | Corey Farkas    | Nico Schmidt            |

#### Styl wolny
| Konkurencja         | Złoto            | Srebro           | Brąz               |
| Kategoria do 54 kg  | Erdine Kirbiyik  | Eric Albarracin  | Chao Han           |
| Kategoria do 58 kg  | Liu Junyong      | Jason Kutz       | Tekin Soyer        |
| Kategoria do 63 kg  | Jeff Bedard      | Vladimir Chamula | Rafet Ilden        |
| Kategoria do 69 kg  | Dominik Zeh      | Isa Kale         | Jeorjos Mustopulos |
| Kategoria do 76 kg  | Bulent Dagdimir  | Joey Clark       | Saiyinjiya         |
| Kategoria do 85 kg  | Nuri Zengin      | Xiaosheng Fang   | Athanasios Kydros  |
| Kategoria do 97 kg  | Mike van Arsdale | Nikos Kydros     | Li Ruicai          |
| Kategoria do 130 kg | Aydın Polatçı    | Arawat Sabejew   | An Yu              |